# Ampelisca nossibeensis
Ampelisca nossibeensis är en kräftdjursart. Ampelisca nossibeensis ingår i släktet Ampelisca och familjen Ampeliscidae. Inga underarter finns listade i Catalogue of Life.